# Xavier Poitrinal
Pour les articles homonymes, voir Poitrinal.
Xavier Poitrinal, né le 12 septembre 1970 à Nogent-sur-Seine, est un footballeur français des années 1990. Durant sa carrière, il évolue au poste de gardien de but, principalement en Division 2. À la suite de sa retraite sportive, il devient entraîneur de gardiens.

## Biographie

### Carrière de joueur
Xavier Poitrinal naît à Nogent-sur-Seine, le 12 septembre 1970. Durant sa jeunesse, il passe par le bataillon de Joinville, où il côtoie notamment Zinédine Zidane, Emmanuel Petit et Bixente Lizarazu, et évolue sous les ordres de Roger Lemerre. Il est formé au Stade de Reims, club où il évolue de 1985 à 1992, date à laquelle le club champenois est placé en liquidation judiciaire et est relégué administrativement en Division d'honneur. Durant la saison 1991-1992, il est le gardien de but remplaçant de Frédéric Bompard. 
À la suite de cette rétrogradation, Xavier Poitrinal quitte son club formateur, et évolue durant une saison en Division 4 avec l'Olympique avignonnais. Ses performances lui permettent d'être recruté par l'USL Dunkerque, avec qui il découvre la Division 2 lors de l'exercice 1993-1994, et termine à la 8e place du championnat. S'il dispute 21 rencontres de championnat durant la saison, il quitte le club nordiste et s'engage en 1994 avec le Paris FC, où il évolue durant deux saisons en National 1. En 1996, Xavier Poitrinal retrouve la D2 en signant à l'AS Beauvais Oise, où il évolue durant trois ans, avant de terminer sa carrière de joueur par une ultime saison à ce niveau, avec l'Amiens SC.

### Entraîneur de gardiens
Six mois après avoir arrêté sa carrière de joueur, entamant sa reconversion, Xavier Poitrinal est engagé par l'AJ Auxerre comme entraîneur de gardiens, après avoir fait acte de candidature auprès de Guy Roux. Après avoir débuté auprès des jeunes, il s'occupe durant onze ans des gardiens bourguignons, et notamment de Fabien Cool et Olivier Sorin. Durant cette période, le club icaunais remporte à deux reprises la Coupe de France. En 2012, alors que l'AJ Auxerre est relégué de L1 en L2, Poitrinal quitte le club pour rejoindre l'AS Nancy-Lorraine, où il retrouve Jean Fernandez, avec lequel il avait travaillé durant cinq ans à Auxerre. Fernandez quittant le club lorrain en janvier 2013, Poitrinal en fait de même, et se retrouve sans club en 2013-2014. 
En juillet 2014, il retourne à l'AJ Auxerre, cette fois en qualité d'entraîneur des gardiens du centre de formation. En octobre 2014, Xavier Poitrinal est également nommé entraîneur des gardiens de l'équipe nationale d'Algérie, auprès de Christian Gourcuff.

## Statistiques
Le tableau suivant synthétise les statistiques de Xavier Poitrinal durant sa carrière professionnelle.
| Saison                | Club                  | Championnat           | Championnat | Championnat | Coupe nationale | Coupe nationale | Coupe de la Ligue | Coupe de la Ligue | Total | Total |
| Saison                | Club                  | Division              | M.          | B.          | M.              | B.              | M.                | B.                | M.    | B.    |
| 1991-1992             | Stade de Reims        | D3                    | -           | -           | -               | -               | -                 | -                 | 0     | 0     |
| 1992-1993             | Olympique avignonnais | D4                    | -           | -           | -               | -               | -                 | -                 | 0     | 0     |
| 1993-1994             | USL Dunkerque         | D2                    | 21          | 0           | -               | -               | -                 | -                 | 21    | 0     |
| 1994-1995             | Paris FC              | D3                    | 2           | 0           | -               | -               | -                 | -                 | 2     | 0     |
| 1995-1996             | Paris FC              | D3                    | -           | -           | -               | -               | -                 | -                 | 0     | 0     |
| 1996-1997             | AS Beauvais Oise      | D2                    | 6           | 0           | -               | -               | -                 | -                 | 6     | 0     |
| 1997-1998             | AS Beauvais Oise      | D2                    | 31          | 0           | 1               | 0               | 2                 | 0                 | 34    | 0     |
| 1998-1999             | AS Beauvais Oise      | D2                    | 25          | 0           | 1               | 0               | 1                 | 0                 | 27    | 0     |
| 1999-2000             | Amiens SC             | D2                    | 16          | 0           | 3               | 0               | 1                 | 0                 | 20    | 0     |
| Total sur la carrière | Total sur la carrière | Total sur la carrière | 101         | 0           | 5               | 0               | 4                 | 0                 | 110   | 0     |